# FUZZY Quartet Row
FUZZY Quartet Row (ファジー・カルテット・ロー)は、日本のバンド。ハイ・ウェーブ所属。

## 概要
同じ高校の同級生4人が卒業後、別々の進路をたどるが1年後に再び出会い2005年夏に結成。
デビューのきっかけは、沖縄県内最大の音楽フェス「OkinawAmp'06-The Tug of Rock'n'Roll06-Another Stage-」のオーディションに通過し、06年9月のFM沖縄・PM AGENCY主催OkinawAmp'06のステージに立ったことである。
(OkinawAmp'06出演者/奥田民生･真心ブラザーズ･ザ・クロマニヨンズ･ストレイテナー･BEAT CRUSADERS･HY･吉井和哉･･･etc) 
1stmini Albumのレコーディングに入るが、レコーディング終了後、前Baが脱退し、新メンバーのBa田盛が加入。
- 2007年4月25日 - 1stmini Album“1st-ファースト”を沖縄県内のレーベル“ハイウェーブ”からリリース。
- 2007年4月 - FM沖縄の新番組にてパワープレイ獲得＆アーティストフレームのパーソナリティーに抜擢。
  - 25年間続く沖縄最大のミュージックイベント【PEACEFULL LOVE ROCK FESTIVAL】にも出演し、7月17日には全国リリースを果たす。
- 2007年9月 - 初の県外(東京・名古屋・大阪)ライブ。
- 2007年10月【MINAMI WHEEL07】(大阪)に出演が決定。東京・埼玉・名古屋・大阪)ライブが決定。
- 2007年12月にマキシシングル“涙の価値/幸福論”をリリース
- 2008年2月にBassが脱退。
  - 同年サポートとして親川武哲（おやかわ　たけのり）がサポートベースで参加。
- 2009年2月22日、1年間のサポート修行を経て親川武哲（おやかわ･たけのり）が正式メンバーとして加入。
- 2009年4月25日、新生FUZZY Quartet Rowとして2ndアルバム“2nd-morning calm”をリリース。
- 2009年5月と9月に関東、関西、九州ツアーを行う。
- 2009年11月、3rdAlbumのレコーディング作業開始。
- 2009年10月29日、フジファブリックと同じステージに立つ。(会場：桜坂セントラル)
- 2010年1月、九州・関西・関東へライブツアー。
- 2010年3月27日、第一回沖縄国際アジア音楽祭（会場：桜坂セントラル）にてライブを行う。
- 2010年5月27日、3rd Album「3rd-separate repa」をリリース。
- 2011年2月19日、SCOOBE DOとフラワーカンパニーズとの対バンライブ（会場：桜坂セントラル）をもって、ギター真志喜千尋・ベース親川武哲が脱退。これによりバンドとしての活動が不可能になったとして解散。
- 2022年12月30日、那覇アウトプットにて解散してから12年ぶりのライブ開催。演奏時間は30分の予定なので、タイトルが"30"に。

## 解散後
新木正典は、新バンド「Epiphany」やソロ活動を行う。真栄城潤一は物書きに転身。

## メンバー
- 【Vo/Ｇ】新木正典（アラキ マサノリ）
- 【Gu/Co】眞志喜千尋（マシキ チヒロ）
- 【Ba/Co】親川　武哲（オヤカワ　タケノリ）
- 【Dr/Co】真栄城潤一（マエシロ ジュンイチ）

### 元メンバー
- 【Ba/Co】田盛-TAMOLI-安一（タモリ ヤスカズ）

## 参考資料
FUZZY Quartet Row